# Gerje

A Gerje vízgyűjtő területe

A Gerje patak  Pest vármegye élővize a Duna, Ipoly, Galga, Tápió, és a Perje mellett.

## Története
A Gerje mai formájában a 19. század legvégén alakult ki az 1853-ban alakított Gerje-Perje Vízszabályozó Társulat tevékenységének a hatására. A mai meder több korábbi mocsaras terület és malomárok összekötésével alakult ki. A Pilisen eredő részét a középkorban Csíkos-pataknak (Chykus) nevezték, valószínűleg a benne élő csíkhalakról kapta a nevét. Vize Albertiig folyt. Több tavat rekesztettek el belőle, amelyek részben halastavak voltak, részben pedig vízimalmok víztározói. Gerjének korábban Cegléd egyik déli határrészét hívták – amely egy Árpád-kori település nevét őrizte meg – ahol a Gerjefő nevű tóról malomárkot nyitottak a város felé. Ennek az ároknak volt a neve Gerje-árok – ma Kis-Gerje - amelynek a neve terjedt át új árkok ásásával az egész vízrendszerre.

## Földrajza

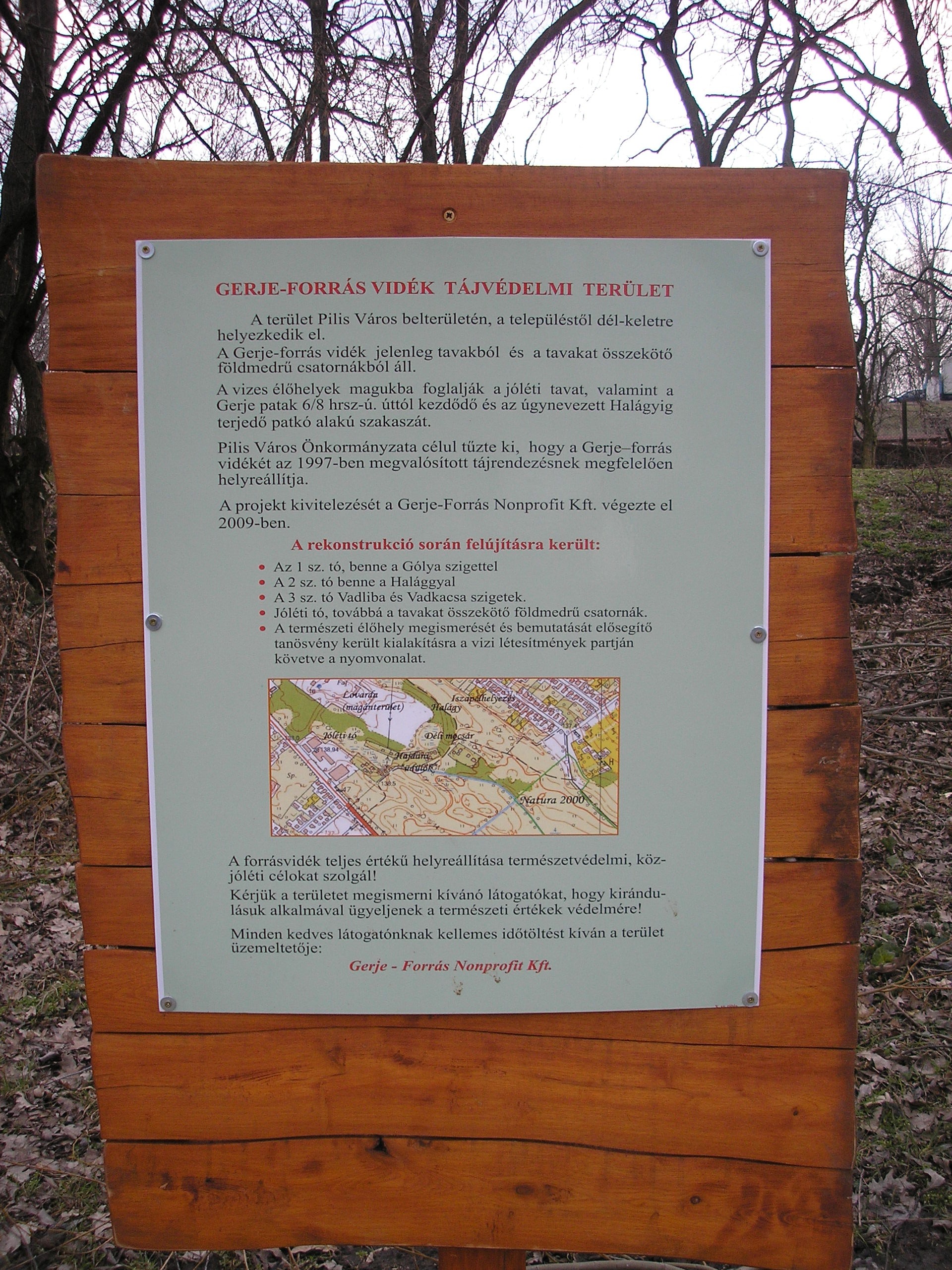
A Gerje tanösvény ismertető táblája 2010 márciusában

A Gerje forrásvidéke lápi tőzeges területen van és az igen ritka síkvidéki források egyike. A Tisza folyó vízgyűjtő területéhez tartozó Gerje a pilisi forrásoknál ered. A Gerje ma valódi vízfolyás, mely a pilisi Csilló lovarda mellett bukkan elő forrásaival, és forrás eredetű mellékágakkal, biológiai folyosót képezve jut el a főbefogó Tiszáig. Pilis város címerében a két pajzsmezőt elválasztó, ezüst színű pólya a Pilis városban eredő Gerje patakot jeleníti meg. 
A  Gerje patak Kőröstetétlen határában egyesül a Perje patakkal, és onnan Gerje-Perje-főcsatorna néven Tószegnél ömlik a Tiszába.
Az érintett települések folyásirányban:
- Pilis
- Albertirsa
- Ceglédbercel
- Cegléd
- Törtel
- Kőröstetétlen
- Tószeg

Mellékág/Kis Gerje:
Dánszentmiklós
Mikebuda

## A forrás tájvédelmi területe
A Gerje Pilis város délkeleti szélén ered. A forrás egy lovarda zárt területén van, általánosan nem látogatható. 2000 körül a forrás közvetlen közelében egy apró tavakból, azokat összekötő csatornákból álló rendszert hoztak létre, az addig rossz állapotú területen pihenőpark és tanösvény is létesült padokkal, hidakkal, ismertető táblákkal. A park közvetlen közelében található az államalapítási emlékhely egy apró, mesterséges dombon található kereszttel és az előtte álló emlékkővel. A park a piac mellől induló gyalogösvényen közelíthető meg, a teljes bejárása körülbelül 2 kilométer.